# الحزب الشيوعي الأممي
الحزب الشيوعي الأممي (بالايطالية:Partito Comunista Internazionalista, PCInt ) هو حزب شيوعي يساري في إيطاليا وهو تابع للتيار الشيوعي الأممي، "المكتب الدولي للحزب الثوري" سابقًا.

## ملخص
يمكن إرجاع أصول الحزب إلى الجناح اليساري الذي كان يتمتع بالأغلبية داخل الحزب الشيوعي الإيطالي بين عامي 1921 و1926.  تأسس الحزب الشيوعي الأممي نفسه في عام 1943 على يد أونوراتو دامن ومجموعة من الثوريين العاملين في مجلة بروميتيو . وقد ادان الحزب الحرب العالمية الثانية باعتبارها حرب إمبريالية، وشارك بشكل نشط في موجة الإضرابات التي هزت شمال إيطاليا في نهاية عام 1943.  وفي عام 1952 قام أماديو بورديجا بتقسيم الحزب ليشكل حزبه الشيوعي الدولي . 
وكانت المناصب الأساسية  لBattaglia Comunista كما يلي:
- كانت روزا لوكسمبورغ ، وليس لينين، على حق فيما يتعلق بالمسألة الوطنية.
- ولم تكن الأحزاب الشيوعية القديمة (التي أصبحت الآن ستالينية بالكامل) وسطية بل برجوازية.
- لم يكن هناك أمل في التغلب على النقابات، وكان لا بد من تطوير استراتيجيات جديدة تجاه الصراع الطبقي اليومي لربط النضال اليومي للطبقة بالنضال طويل المدى من أجل الشيوعية.
- ولم يكن الاتحاد السوفييتي مجتمعاً شيوعياً أو اشتراكياً، بل كان مجتمعاً رأسمالياً .
- ولا يمكن أن يكون هناك استبدال الحزب للطبقة ككل.

بدأ الحزب سلسلة من مؤتمرات اليسار الشيوعي في أواخر السبعينيات وأوائل الثمانينيات.  ونتيجة لذلك، أنشأوا في عام 1983 المكتب الدولي للحزب الثوري (أعيدت تسميته فيما بعد باسم النزعة الشيوعية الأممية) مع منظمة العمال الشيوعيين البريطانية. 

## نتائج الانتخابات

### الجمعية التأسيسية
| انتخاب | الأصوات | %    | مقاعد |
| ------ | ------- | ---- | ----- |
| 1946   | 24,644  | 0.10 | 0     |

### مجلس النواب
| انتخاب | الأصوات | %    | مقاعد |
| ------ | ------- | ---- | ----- |
| 1948   | 20,736  | 0.08 | 0     |

## أنظر أيضا
- الحزب الشيوعي الدولي

## روابط خارجية
- الموقع الرسمي
- صفحة باتاليا كومونيستا على الفيسبوك
- صفحة باتاليا كومونيستا على تويتر
- فوندو: ستيفانيني ماورو Partito comunista internazionalista

قالب:Left communism